# Raymond Larue
Pour les articles homonymes, voir Larue.
Raymond Larue, né le 28 février 1902 à Meudon (Seine-et-Oise) et mort le 27 avril 1958 à Poitiers (Vienne), est un homme politique français.

## Biographie
Commerçant à Poitiers, Raymond Larue est juge au tribunal de commerce de sa ville lorsqu'il s'engage en politique, au sein de l'Union de défense des commerçants et artisans.
Tête de liste poujadiste dans la Vienne en 1956, il obtient 12.8 % des voix et est élu député.
Son activité parlementaire, pendant laquelle il ne se distingue pas dans ses prises de positions de la ligne de son groupe Union et fraternité française, est limitée par la dégradation de son état de santé. En congé de l'assemblée à compter du 7 mars 1958, il décède en cours de mandat le mois suivant.

## Détail des fonctions et des mandats
Mandat parlementaire
- 2 janvier 1956 - 27 avril 1958 : Député de la Vienne